# Krönungsevangeliar

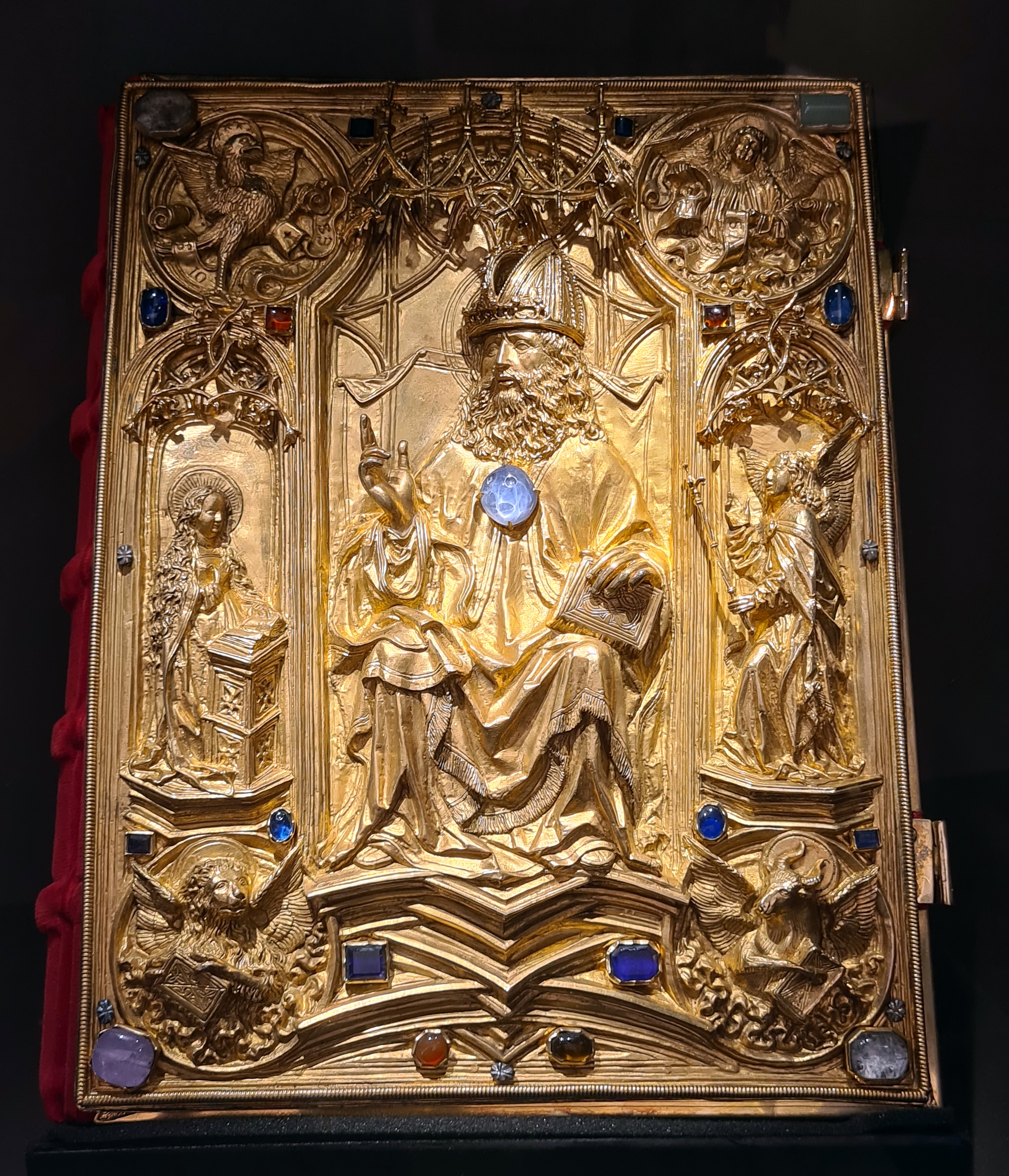
Silberner Einband des Krönungsevangeliars, von Hans von Reutlingen um 1500 geschaffen, aufbewahrt in der Wiener Schatzkammer

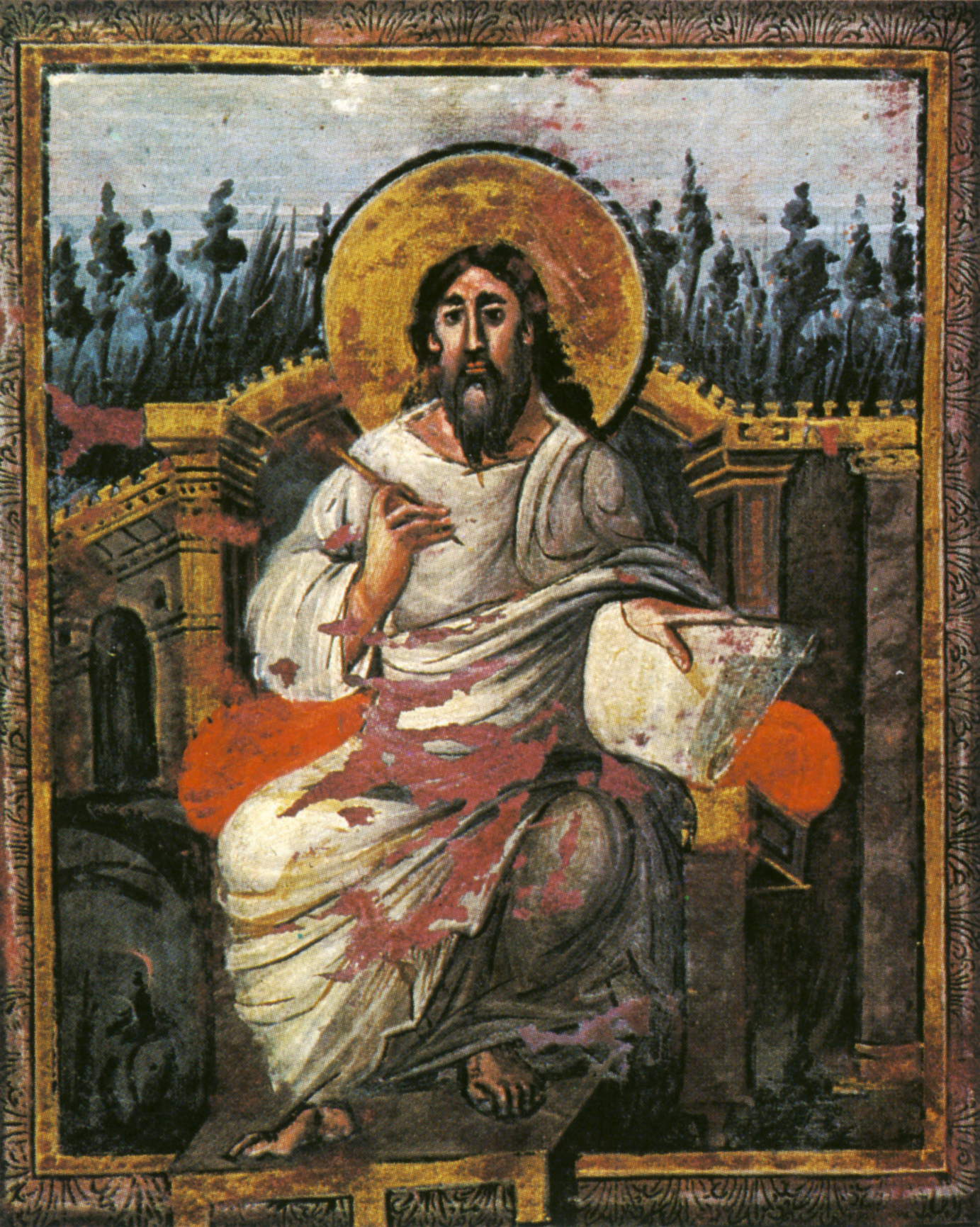
Evangelist Johannes (fol. 178^{v})

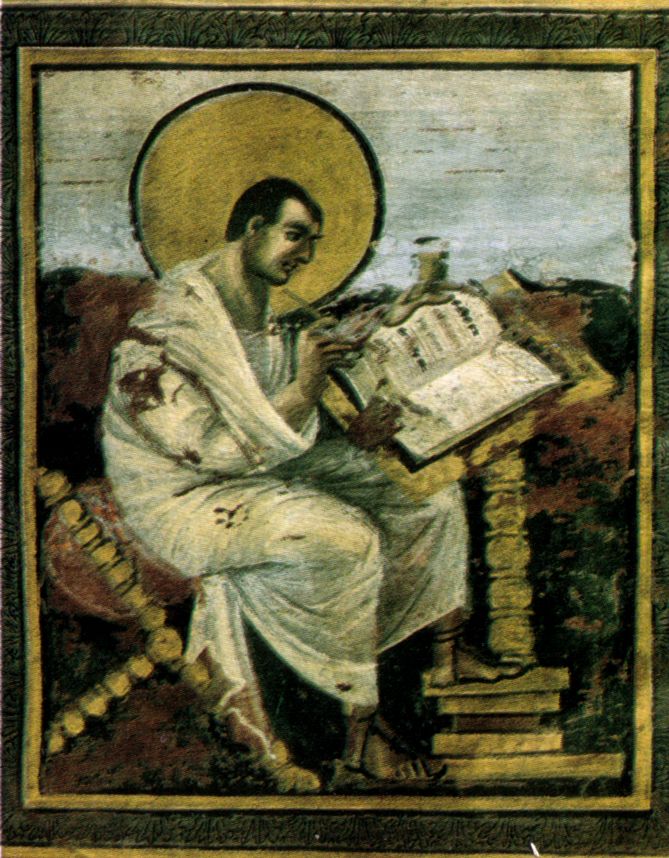
Evangelist Matthäus (fol. 15^{r})

Das Krönungsevangeliar oder Reichsevangeliar ist eine karolingische Bilderhandschrift, die kurz vor 800 an der so genannten Palastschule Karls des Großen an der Aachener Königspfalz entstand und sich bis zum Jahr 1794 im Schatz des dortigen Marienstifts, dem heutigen Aachener Domschatz, befand. Sie ist das Hauptwerk einer Handschriftengruppe, die nach ihr auch als Gruppe des Wiener Krönungsevangeliars bezeichnet wird.
Das Evangeliar ist mit vier ganzseitigen Evangelistenbildern und 16 Kanontafeln illuminiert. Es wurde mit goldener und silberner Tinte auf purpurgefärbtem Pergament geschrieben. Stilistisch haben die Handschriften der „Gruppe des Wiener Krönungsevangeliars“ in ihrer Zeit im nördlichen Europa keine Vorläufer. Die Virtuosität, mit der die spätantiken Formen realisiert wurden, müssen die Künstler in Byzanz, vielleicht auch in Italien erlernt haben. Im Vergleich mit den Werken der gleichzeitig und am gleichen Ort tätigen „Hofschule Karls des Großen“, die nach ihrer Leithandschrift auch als „Ada-Gruppe“ bezeichnet wird, fehlt den Buchmalereien der Palastschule insbesondere der horror vacui, die Angst vor der Leere des Raumes. Die bewegten Figuren der Evangelisten sind in der Haltung antiker Philosophen dargestellt. Ihre kraftvoll modellierten Körper, luftige und lichtdurchflutete Landschaften sowie Personifikationen und andere klassische Motive verleihen den Werken dieser Handschriftengruppe den atmosphärischen und illusionistischen Charakter der spätantiken Buchmalerei. 
Zu Lebzeiten Karls des Großen scheint die Gruppe des Wiener Krönungsevangeliars ein relativ isolierter Sonderfall der Buchmalerei gewesen zu sein, die im Schatten der Hofschule stand. Nach Karls Tod war es jedoch diese Malschule, die sehr viel stärkeren Einfluss auf die karolingische Buchmalerei ausübte als die Ada-Gruppe.
Der Legende zufolge fand Otto III. die Prachthandschrift bei der Öffnung des Grabes Karls des Großen im Jahr 1000. Seitdem war das auch künstlerisch bedeutendste Manuskript der Handschriftengruppe Bestandteil der Reichsinsignien und die deutschen Könige legten den Krönungseid auf das Evangeliar ab. Um 1500 wurde das Buch mit einem kostbaren Einband aus vergoldetem Silber versehen, eine Arbeit des Aachener Goldschmiedes Hans von Reutlingen. Während des Ersten Koalitionskrieges gelangte der Codex 1794 von Aachen aus nach Paderborn und 1811 nach Wien, wo er sich heute im Kunsthistorischen Museum in der Weltlichen Schatzkammer (Inv. XIII 18) befindet.

## Faksimile
Im Jahre 2012 wurden unter der Verantwortung von Franz Kirchweger, dem Kurator der Weltlichen Schatzkammer, 333 Faksimiles des Evangeliars mitsamt den Prunkdeckeln hergestellt.